# سلانتسی
سلانتسی (به صربی: Slanci) یک منطقهٔ مسکونی در صربستان است که در Palilula واقع شده‌است. سلانتسی ۱۰٫۷۰ کیلومتر مربع مساحت و ۱٬۷۸۲ نفر جمعیت دارد.